# Псомас, Егор Петрович
Егор Петрович Псомас (1768 — 20 июня 1840, Севастополь) — русский морской офицер греческого происхождения, генерал-майор по морскому ведомству, директор Севастопольского флотского училища. Участник русско-турецких войн, кавалер ордена св. Георгия (1810).

## Биография
Происходил из венецианских дворян, родился в 1768 году. В 1786 году определён был кадетом в Корпус чужестранных единоверцев, в 1790 году произведён в гардемарины, в 1791 году в мичманы Черноморского флота и участвовал, на корабле «Св. Павел», в сражении с турецким флотом у Калиакрии.
Получив в 1795 году чин лейтенанта, Псомас плавал ежегодно на разных судах в Чёрном море. В кампании 1798 года, в эскадре адмирала Ушакова, он принимал участие во взятии островов Цериго, Занте, Цефалония и св. Мавра, а в 1799 году плавал на шебеке «Св. Макарий», в той же эскадре адмирала Ушакова в Архипелаге, у Ионических островов и в Средиземном море.
В 1801, 1802, 1803 годах Псомас плавал по Чёрному морю, в 1804 году на линейном корабле «Мария Магдалина Вторая» ходил с десантными войсками в Корфу, в 1807 году, на корабле «Ратный», был флаг-капитаном при адмирале С. А. Пустошкине, крейсируя от Севастополя до Трапезунда, и участвовал в блокаде турецких крепостей на Черноморском побережье. Произведённый в 1809 году за отличие в капитан-лейтенанты, Псомас 26 ноября 1810 года был награждён орденом св. Георгия 4-й степени (№ 2247 по кавалерскому списку Григоровича — Степанова).
С 1811 по 1816 год Псомас состоял исполняющим дела помощника капитана над Севастопольским портом, в 1816 году получил чин капитана 2-го ранга и определён капитаном над портом в Севастополе, в 1823 г. произведён был в капитаны 1-го ранга, а в 1825 году, по болезни, оставил командование портом и в 1826 году назначен презусом в комиссиях призовой и для свидетельства лиц и материалов, доставляемых в Севастополь из других портов.
Затем, в 1828 году Псомас был определён начальником флотского училища в Севастополе, в 1829 году, по кончине вице-адмирала Ф. Ф. Мессера, назначен исполняющим дела директора Севастопольского порта с оставлением директором училища и презусом комиссий. Пожалованный в 1832 году чином генерал-майора по морскому ведомству, Псомас в 1833 году был назначен председателем Комитета по устроению в Севастополе сухих доков, в 1836 году уволен от должности директора порта.
Умер в Севастополе 20 июня 1840 года.